# Hajdú-Bihar Megyei Élelmiszermentő Egyesület
A Hajdú Bihar Megyei Élelmiszermentő Egyesület – Debrecen városának támogatásával – a Digital Solutions Kft-vel közösen kidolgozott egy olyan Pilot projektet, amely hatékony eszközt ad az élelmiszermentés megszervezéséhez, irányításához, és üzemeltetéséhez. 
Az „Élelmiszermentő város program” egy komplex vállalatirányítási rendszer (CWASP) alapjain nyugszik – melyet a Digital Solutions Kft térítésmentesen biztosít a programhoz csatlakozóknak –, így képes teljesen papír, és érintkezés mentesen, a résztvevők már meglévő eszközein (Pl.: okostelefon, irodai számítógép stb.) egy felhőszolgáltatáson keresztül kiszolgálni a teljes folyamat adminisztrációs feladatait, ezzel tehermentesítve a résztvevőket. Az adományozók azonnal megkapják az adományigazolásukat, akár az elkészült selejtezési jegyzőkönyvet; az adományt átvevő érintkezésmentesen (egy a képernyőn megjelenő QR kód leolvasásával) el tudja készíteni az elektronikus szállítólevelet, amelyből hasonló módon elkészül a raktári bevételezés. 
A begyűjtés során számos kényelmi funkció áll rendelkezésre, például nem kell az átadó partnert kiválasztani, mert a GPS koordináta alapján a rendszer felajánlja az átvételi pontot. Egyszerűen csomaggá alakíthatók a tételes adományok, nem kell végig klimpírozni egy-egy szállítólevelet, és a teljes folyamat során percre kész információk állnak rendelkezésre az adományok pillanatnyi helyzetéről, állapotáról, akár a szervezetek igényeiről. A teljes folyamat nyomon követhető, amellyel biztosítható a teljes tevékenység átláthatósága és az élelmiszerbiztonsági előírások maradéktalan betartása. A CWASP rendszer nagyvállalati szintű biztonsági megoldása biztosítja a hiteles és megbízható ügymenetet teljesen elektronikus formában, 0 azaz nulla papír felhasználásával. 
A rendszer nyitott, valamennyi élelmiszerlánc szereplő kötelezettség vállalása nélkül csatlakozhat hozzá. Ezzel a megoldással egy önkormányzat a meglévő erőforrásait felhasználva, hatékonyan képes megszervezni, és fenntartani egy helyi élelmiszermentő társulást, amely jelentősen javítja a helyi közösség összetartását, a rászorulók életszínvonalát, csökkenti az ökológiai lábnyomunkat, és minden résztvevő számára biztosítja a „ma is csináltam valami nagyon hasznosat érzést”. Az adományt felajánló vállalkozások mentesülnek a veszélyes hulladéknak minősülő élelmiszer kezelésének feladataitól, költségeitől, munkaidőt takarítanak meg és az adományok értékének 120%-val csökkenthetik az adóalapjukat.

## Jótékonyság
A felajánlott adományokat a raktárunkban minőségi osztályozás után adjuk át partnerszervezeteinknek, akik szétosztják a gondozottjaik között. Így adományaink eljutnak a gyermekotthonokba, családok átmeneti otthonaiba, a hajléktalanokhoz, a fogyatékossággal élőkhöz, a nagycsaládosokhoz, stb. Jelenleg a régió több mint 30 karitatív szervezetével dolgozunk együtt, akik segítségével több, mint 20 000 ember életén tudtunk segíteni. Lehetőség szerint a speciális igényekre – pl. glutén- vagy laktózérzékenység, stb. – is igyekszünk figyelmet fordítani.

## Oktatás
Egyesületünk Debrecen Város Önkormányzatával közösen hirdette meg az Élelmiszermentő Város programot. A program része nem csak az élelmiszermentés és a jótékonyság, hanem az oktatás is.
Kiemelt szerepet szánunk a helyes gyakorlatok megismerésére. Nemzetközi tapasztalatok alapján akkor leghatékonyabb a szemléletformálás, ha már gyermekkorban elkezdjük a helyes magatartásformák oktatását. Az Emberi Erőforrások Minisztériuma támogatásával a Nemzeti Élelmiszerlánc-biztonsági Hivatal (NÉBIH) Maradék nélkül Munkacsoportjával közösen szeretnénk a 2021/2022-es tanévben elindítani az iskolai programunkat, mely során szakembereink korcsoportnak megfelelő oktatást tartanak az iskolai tanórákon. Az előadásokon a tanulók megtanulhatják a szemléletmódot és a helyes technikákat, amelyeket továbbadva a szüleiknek, családtagjaiknak jelentősen csökkenthetik a családjuknál keletkező élelmiszerhulladék mennyiségét. A szakképzésben részt vevő tanulók gyakorlati képzést is kapnak arról, hogy munkába állásuk után természetes legyen számukra az élelmiszerpazarlás csökkentése. A NÉBIH szakemberei által összeállított programmal szeretnénk Debrecen összes tanulóját elérni.

## Hivatkozás
1. 1 2 3  https://elelmiszermentes.hu/ (magyar nyelven). elelmiszermentes.hu. (Hozzáférés: 2021. július 28.)